# Thị trường tài chính phái sinh
Thị trường tài chính phái sinh là nơi diễn ra các hoạt động mua đi bán lại các loại sản phẩm tài chính phái sinh, với các sản phẩm thông dụng của thị trường tài chính phái sinh như: Quyền mua cổ phần, Chứng quyền, Hợp đồng kỳ hạn, Hợp đồng hoán đổi... Hiện nay, trên thị trường tài chính quốc tế nghiệp vụ tài chính phái sinh đã phát triển rất mạnh với các nghiệp vụ phái sinh rất đa dạng và thị trường phái sinh đóng vai trò quan trọng trong hệ thống tài chính toàn cầu. Sở dĩ nó phát triển thành công như vậy, là do sử dụng nghiệp vụ này đem lại lợi ích cho các thành viên thị trường.

## Nghiên cứu thêm
- Weinberg, Ari, "The Great Derivatives Smackdown", Forbes magazine, ngày 9 tháng 5 năm 2003.
- European Central Bank (Editor: Tom Kokkola), "The Payment System", Frankfurt am Main 2010, Chapter 3, ISBN 978-92-899-0632-6.